# BSW Thüringen
Das BSW Thüringen ist der thüringische Landesverband der Partei Bündnis Sahra Wagenknecht (BSW). Bei der Landtagswahl in Thüringen am 1. September 2024 wurde die Partei drittstärkste Kraft und erhielt 15 von 88 Sitzen im Thüringer Landtag.

## Geschichte
Die Bundespartei des BSW wurde am 8. Januar 2024 mit einem Gründungstreffen in einem Hotel in Berlin gegründet. Daraufhin wurde in Thüringen ein Aufbauteam gebildet, das durch strenge Mitgliederauswahl die nötige Parteistruktur für die Teilnahme an den Kommunal- und Europawahlen sowie den Landtagswahlen sicherstellen sollte.
Am 15. März 2024 fand die Gründungsversammlung des BSW Thüringen in Erfurt statt. Dort wurde eine Satzung diskutiert und angenommen.
Am 4. Mai 2024 traf sich das BSW Thüringen zum Landesparteitag und zur Beschlussfassung über das Landtagswahlprogramm 2024.
Ende Mai 2024 gab es 47 Mitglieder. Bis Jahresende 2024 wurde eine Erhöhung der Mitgliederzahl auf 100 angestrebt.
Die ersten Wahlen, bei denen die Partei antrat, waren die Kommunalwahlen in Thüringen am 27. Mai 2024. In vier Landkreisen zog sie in den Kreistag ein und erhielt 7,6 Prozent im Landkreis Sonneberg und 12,4 Prozent der Stimmen im Landkreis Gotha. In der Kernstadt Bleicherode der Landgemeinde Bleicherode im Landkreis Nordhausen wurde ein Kandidat des BSW im ersten Wahlgang mit 56,6 Prozent zum Ortschaftsbürgermeister gewählt.
Bei der Landtagswahl in Thüringen am 1. September 2024 erhielt das Bündnis Sahra Wagenknecht 15,8 % der abgegebenen Stimmen und erreichte damit 15 von 88 Sitzen im Thüringer Landtag, sodass das BSW hinter AfD und CDU drittstärkste Kraft wurde. Im November 2024 kam es zu Berichten, dass die Bundespartei am Landesverband Thüringen vorbei 30 Mitglieder neu aufgenommen hat. Der Vorstand des Landesverbands vermutete hierbei, dass die Bundespartei das Abstimmungsverhalten der Partei vor allem im Zusammenhang mit den laufenden Koalitionsverhandlungen beeinflussen wollte.
Bei einem Landesparteitag am 7. Dezember 2024 stimmten 76 der anwesenden 104 Mitglieder für einen Eintritt des BSW in eine Koalition in Thüringen mit CDU und SPD, nachdem auch die Bundesparteivorsitzende Sahra Wagenknecht für einen solchen Eintritt geworben hatte. Seit Dezember 2024 ist das BSW Thüringen somit am Kabinett Voigt beteiligt.
Am 26. April 2025 scheiterte eine von der Bundespartei unterstützte Wahl von Anke Wirsing zur Vorsitzenden an der Stelle Wolfs, nachdem deren gemeinsames Innehaben von Parteivorsitz und Ministeramt von Wagenknecht kritisiert worden war. Die Vorgänge wurden vielfach als innerparteilicher Machtkampf eingeordnet. Im Vorfeld hatte Schütz bereits seine erneute Kandidatur zurückgezogen, statt ihm wurde Gernot Süßmuth gewählt.

## Struktur

### Kreis- und Ortsverbände
Laut der Satzung können innerhalb des Landesverbandes mit Zustimmung des Bundes- und des Landesvorstandes Kreis- und Ortsverbände gebildet werden. Das BSW Thüringen hat fünf Regionalverbände mit einem jeweiligen Vertreter.

### Landesvorstand
Der erste Landesvorstand, dem die beiden Vorsitzenden Katja Wolf und Steffen Schütz, die beiden stellvertretenden Vorsitzenden Sigrid Hupach und Matthias Herzog, der Schatzmeister Alexander Kästner sowie die Beisitzerin Nina Behrendt angehörten, wurde am 15. März 2024 in Erfurt gewählt. Am 26. April 2025 wurde Schütz durch Gernot Süßmuth ersetzt.